# 한 목숨 다 바쳐
"한 목숨 다바쳐"는 한국에서 제작된 심우섭 감독의 1969년 영화이다. 신영균 등이 주연으로 출연하였고 신태일 등이 제작에 참여하였다.

## 출연

### 주연
- 신영균
- 김지미
- 박암

## 기타
- 조명: 김경중
- 미술: 홍명기